# 페르난도 아라발
페르난도 아라발(Fernando Arrabal Terán, 1932년 8월 11일~)은 에스파냐령 모로코에서 태어난 에스파냐 국적의 프랑스 극작가다.
마드리드에서 법률을 배운 후, 소설과 극작에 뜻을 두었다. 1958년 우선 두 권의 희곡집이 파리에서 출판되었다. 1959년 <전쟁터의 피크닉>이 상연되었고, 그 후 <3륜차> <환도와 리스> 등을 계속 발표했다. 칼데론이나 로르카뿐 아니라 사드와도 통하는 그들 작품에서는 어린아이와 같은 순수한 혼(魂)의 희생이 잔혹하게 그려져 있다. 최근에는 팝아트 등을 받아들인 새로운 연극을 모색하고 있다.

## 참고 문헌
- 이 문서에는 다음커뮤니케이션(현 카카오)에서 GFDL 또는 CC-SA 라이선스로 배포한 글로벌 세계대백과사전의 내용을 기초로 작성된 글이 포함되어 있습니다.